# Carré d'Aurillac
Carré d'Aurillac est une marque commerciale de la société Les Fromageries occitanes, basée à Toulouse, désignant un fromage industriel français fabriqué dans le Cantal,  à Saint-Flour. Bien que portant le nom d'Aurillac, il n'y a jamais été produit mais seulement mis au point dans les laboratoires de recherche et développement de la fromagerie. 
C'est un fromage de forme carrée (20 cm de côté pour 6 cm de hauteur) au lait de vache pasteurisé, crémeux et à pâte persillée.
Sa production est passée de 120 à 800 tonnes de 2009 à 2021.